# آرتميس فاول (فلم)
آرتميس فاول (بالإنجليزية: Artemis Fowl)، فيلم مغامرات وفنتازيا علمية أمريكي صدر عام 2020 مستوحى من سلسلة كتب يون كولفر التي تحمل نفس الأسم. من إخراج كينيث براناه وكتابة مايكل غولدنبيرغ، آدم كلاين، وكونور ماكفرسون، وبطولة هونغ تشاو، نونسو أنوزي،جوش غاد وجودي دينش.

## ملخص
يكتشف آرتيموس فاول وجود عالم خرافي ويقرر محاولة سرقته.

## طاقم العمل
- فريدا شاو بدور آرتميس فاول الثاني
- لارا ماكدونل بدور كابتن هولي شورت
- جودي دينش بدور القائدة روت
- جوش غاد بدور مولوخ ديجومز
- فابيو سيكالا كفنان شارع

## التصوير
تم تصوير الفيلم في إنجلترا ،أيرلندا الشمالية ومدينة هو تشي منه.

## روابط خارجية
- مقالات تستعمل روابط فنية بلا صلة مع ويكي بيانات